# منتخب كوسوفو تحت 21 سنة لكرة القدم
منتخب كوسوفو تحت 21 سنة لكرة القدم  هو ممثل كوسوفو الرسمي في المنافسات الدولية في كرة القدم في فئة كرة قدم تحت 21 سنة للرجال، يديريه اتحاد كوسوفو لكرة القدم.

## وصلات خارجية
- الموقع الرسمي